# Alain Juppé
Alain Marie Juppé (* 15. srpen 1945 Mont-de-Marsan) je francouzský konzervativní politik, v letech 1995–1997 premiér Francie a mezi roky 2006–2019 starosta Bordeaux.

## Politická kariéra
V letech 1995–1997 byl premiérem Francie. Vedl dva kabinety. Zastával ovšem i řadu dalších vládních funkcí: ministr rozpočtu (1986–1988), ministr zahraničních věcí (1993–1995, 2011–2012), ministr životního prostředí (2007), ministr obrany (2010–2011). Od roku 1995 je s výjimkou let 2004 až 2006 nepřetržitě starostou města Bordeaux, tj. i v době, kdy byl francouzským premiérem a kdy vykonával další ministerské funkce.
Byl představitelem konzervativní politické strany Rassemblement pour la République, kterou v letech 1994–1997 i vedl. Strana pak roku 2002 spoluvytvořila nový pravicový subjekt Union pour un Mouvement Populaire, který Juppé vedl v letech 2002-2004, než ho vystřídal Nicolas Sarkozy. Juppé patřil k hlavním bojovníkům za sjednocení pravicových sil ve Francii.
Jeho návrh na redukci sociálního státu vyvolal ve Francii roku 1995 mohutnou vlnu protestů, včetně série generálních stávek. Šlo o největší sociální nepokoje od roku 1968.

## Trestná činnost
Na přelomu 80. a 90. let jako zástupce pařížského starosty kryl fiktivní zaměstnávání sedmi osob, které ve skutečnosti pracovaly pro politickou stranu, jejíž byl generálním tajemníkem. V roku 2004 za to byl odsouzený pro trestný čin zneužívání veřejných prostředků města Paříže na 18 měsíců podmínečného vězení a dostal zákaz 10 let vykonávat veřejné funkce. Při odvolání mu byl snížen trest na 14 měsíců a zákaz vykonávat politické funkce omezen na jeden rok.

## Vyznamenání
- důstojník Národního řádu Québecu – Québec, 1996[2]
- velkokříž Řádu za zásluhy Polské republiky – Polsko, 2000[3]
- velkodůstojník Řádu za zásluhy Pobřeží slonoviny – Pobřeží slonoviny, 2012
- velkokříž Řádu Jižního kříže – Brazílie
- velkodůstojník Řádu čestné legie – Francie[4]
- velkokříž Národního řádu za zásluhy – Francie[4]
- rytíř velkokříže Maltézského záslužného řádu – Suverénní řád Maltézských rytířů